# Araromire
Pour plus de détails, voir Fiche technique et Distribution.
Araromire (ou The Figurine) est un film nigérian réalisé par Kunle Afolayan, sorti en 2009.

## Synopsis
Dans l’ancien territoire yoruba, un prêtre introduit « Araromire », la déesse de la chance et de la fortune, qui assure la richesse de tous durant sept ans… Après avoir trouvé une figurine dans une chapelle abandonnée alors qu’ils font leur service militaire dans un camp près de la ville d’Araromire, deux jeunes amis délaissent leur vie de dealers à Lagos pour devenir des businessmen couronnés de succès faisant face à des histoires d’amitié, d’amour et de famille apparemment normales. Mais qu’arrive-t-il après cela ?

## Fiche technique
Sauf indication contraire, les informations mentionnées dans cette section peuvent être confirmées par la base de données cinématographiques IMDb,  présente dans la section « Liens externes ».
- Titre original : Araromire ou The Figurine
- Réalisation : Kunle Afolayan
- Scénario : Kemi Adesoye
- Musique : Eilam Hoffman
- Photographie : Yinka Edward
- Montage : Steve Sodiya et Kayode Adeleke
- Production : Golden Effects
- Pays de production :  Nigeria
- Langues originales : anglais et yoruba
- Genre : Horreur, fantastique et thriller
- Format : couleur - 1,78:1 - Dolby / Dolby Digital
- Durée : 120 minutes

## Distribution
Sauf indication contraire, les informations mentionnées dans cette section peuvent être confirmées par la base de données cinématographiques IMDb,  présente dans la section « Liens externes ».
- Ramsey Nouah : Femi[1]
- Omoni Oboli : Mona
- Kunle Afolayan : Sola
- Funlola Aofiyebi-Raimi : Linda
- Tosin Sido : Lara
- David J. Oserwe : le père de Femi
- Kate Adepegba : Ngozi
- Muraina Oyelami : le doyen
- Wale Adebayo : Commandant
- Ombo Gogo Ombo : le prêtre d'Araromire

## Production
Le film est sponsorisé par un certain nombre de marques et d’organisations d’entreprises, notamment MicCom Golf Resort, GSK, Omatek Computers, etc. Après l’achèvement du film, cependant, d’autres sociétés rejoignent l’équipe comme MTN, IRS Airlines, Cinekraft et des partenaires médiatiques comme HiTV.

## Accueil
Le film remporte le prix du meilleur film aux prestigieux Africa Movie Academy Awards et vaut à Ramsey Nouah le trophée du meilleur acteur.